# ARRB2
ARRB2 (англ. Arrestin beta 2) – білок, який кодується однойменним геном, розташованим у людей на короткому плечі 17-ї хромосоми. Довжина поліпептидного ланцюга білка становить 409 амінокислот, а молекулярна маса — 46 106.
| 10         |  | 20         |  | 30         |  | 40         |  | 50         |
| ---------- |  | ---------- |  | ---------- |  | ---------- |  | ---------- |
| MGEKPGTRVF |  | KKSSPNCKLT |  | VYLGKRDFVD |  | HLDKVDPVDG |  | VVLVDPDYLK |
| DRKVFVTLTC |  | AFRYGREDLD |  | VLGLSFRKDL |  | FIATYQAFPP |  | VPNPPRPPTR |
| LQDRLLRKLG |  | QHAHPFFFTI |  | PQNLPCSVTL |  | QPGPEDTGKA |  | CGVDFEIRAF |
| CAKSLEEKSH |  | KRNSVRLVIR |  | KVQFAPEKPG |  | PQPSAETTRH |  | FLMSDRSLHL |
| EASLDKELYY |  | HGEPLNVNVH |  | VTNNSTKTVK |  | KIKVSVRQYA |  | DICLFSTAQY |
| KCPVAQLEQD |  | DQVSPSSTFC |  | KVYTITPLLS |  | DNREKRGLAL |  | DGKLKHEDTN |
| LASSTIVKEG |  | ANKEVLGILV |  | SYRVKVKLVV |  | SRGGDVSVEL |  | PFVLMHPKPH |
| DHIPLPRPQS |  | AAPETDVPVD |  | TNLIEFDTNY |  | ATDDDIVFED |  | FARLRLKGMK |
| DDDYDDQLC  |  |            |  |            |  |            |  |            |

A: Аланін

C: Цистеїн

D: Аспарагінова кислота

E: Глутамінова кислота

F: Фенілаланін

G: Гліцин

H: Гістидин

I: Ізолейцин

K: Лізин

L: Лейцин

M: Метіонін

N: Аспарагін

P: Пролін

Q: Глутамін

R: Аргінін

S: Серин

T: Треонін

V: Валін

Кодований геном білок за функціями належить до фосфопротеїнів, інгібіторів передачі внутрішньоклітинних сигналів. 
Задіяний у таких біологічних процесах, як транспорт, транспорт білків, альтернативний сплайсинг. 
Локалізований у клітинній мембрані, цитоплазмі, ядрі, мембрані, клатрин-вкритих заглибинах мембрани, цитоплазматичних везикулах.